# Artyleria forteczna

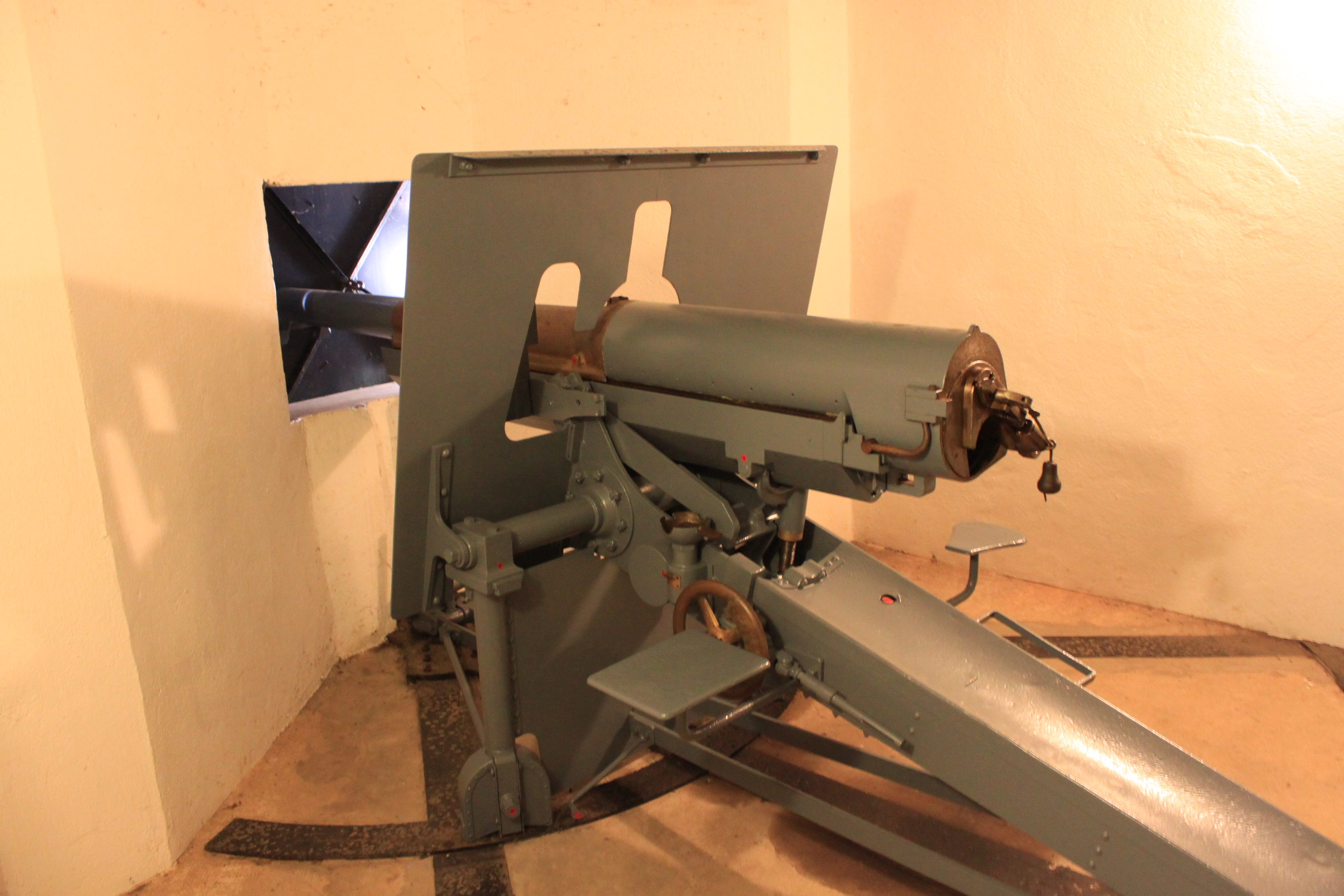
Działo mle 1897 w Fort d’Uxegney

Artyleria forteczna – rodzaj artylerii wykorzystującej działa umieszczane w obiektach ufortyfikowanych. Dawniej w fortach, twierdzach, a od XX wieku w zakrytych stanowiskach ogniowych w pasie fortyfikacji stałych. 
Działa artylerii fortecznej montowane na specjalnych łożach (cokołowych, ambrazurowych), w tradytorach, wieżach pancernych i kopułach służyły do zamykania ogniem luk pomiędzy fortyfikacjami, odpierania ataków na obiekty fortyfikacyjne, a baterie dział rozmieszczone na zakrytych stanowiskach ogniowych miały niszczyć oddziały nieprzyjaciela na podstawach wyjściowych do natarcia i zwalczać wrogą artylerię.